# Viracucha paraguayensis
Viracucha paraguayensis là một loài nhện trong họ Ctenidae.
Loài này thuộc chi Viracucha. Viracucha paraguayensis được Embrik Strand miêu tả năm 1909.